# Revista comercial

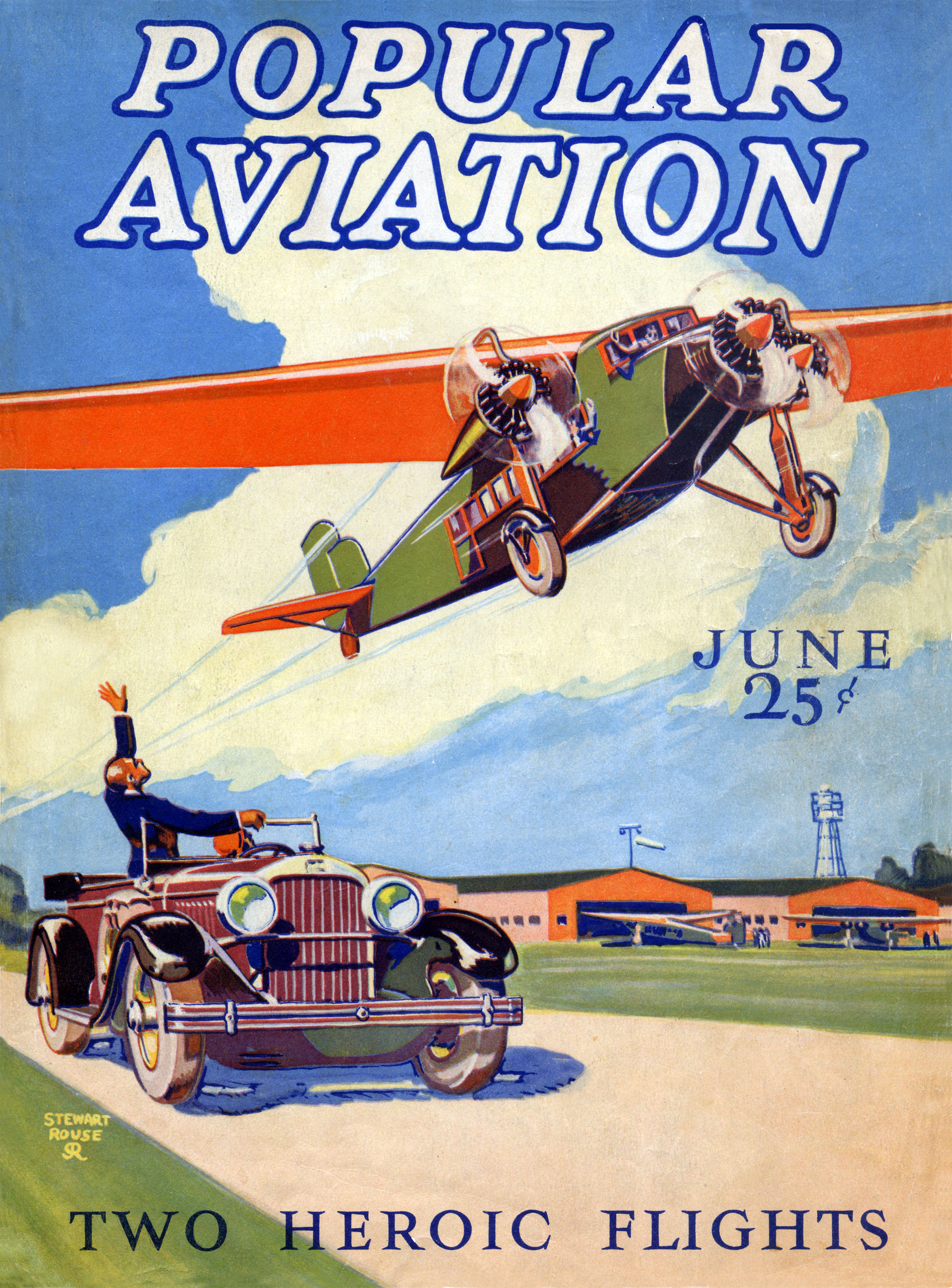
Edición de 1928 de Popular Aviation, que se convirtió en la revista de aviación más grande con una tirada de 100 000 ejemplares.

Una revista comercial, también llamada periódico comercial (o también coloquialmente o despectivamente un trade rag, «trapo comercial»), es una revista o periódico cuyo público objetivo son las personas que trabajan en un comercio o industria en particular. El término colectivo para esta área de publicación es la prensa especializada (en inglés trade press).

## Visión general
Las publicaciones comerciales mantienen a los miembros de la industria al tanto de los nuevos desarrollos. En este rol, funciona de manera similar a cómo las revistas académicas o científicas sirven a sus audiencias. Las publicaciones comerciales incluyen publicidad dirigida, que genera ganancias por la publicación y las ventas para los anunciantes, al mismo tiempo que brinda a los lectores consejos de tipo ingeniería de ventas, que pueden informar las decisiones de compra e inversión.
Las revistas comerciales generalmente contienen contenido publicitario centrado en la industria en cuestión con poca o ninguna publicidad para el público general. También pueden contener avisos de empleo específicos de la industria.
Para las publicaciones impresas, algunas revistas comerciales operan con un modelo comercial de suscripción conocido como circulación controlada, en el que la suscripción es gratuita pero está restringida solo a los suscriptores que se determina que son clientes potenciales calificados.